# Agelena tadzhika
Agelena tadzhika es una especie de araña del género Agelena, familia Agelenidae. Fue descrita científicamente por Andreeva en 1976.

## Distribución
Esta especie se encuentra en Rusia y Asia Central.